# Kulturgeografi
Kulturgeografi (andra namn på disciplinen är samhällsgeografi eller antropogeografi) är den del av geografin som behandlar mänsklighetens förhållande till jorden. Kulturgeografin är samhällsvetenskaplig; det naturvetenskapliga komplementet är naturgeografi. Kulturgeografin studerar systematiskt samspelet mellan människan och jordytan. Speciellt fokuserar man på att undersöka orsakerna och konsekvenserna av mänskliga aktiviteter ur sociala, kulturella, politiska och ekonomiska perspektiv. Kulturgeografin behandlar inte så mycket de rent fysiska aspekterna på jordens beskaffenhet, men det är omöjligt att diskutera kulturgeografi utan att ta hänsyn till den fysiska miljön där de mänskliga aktiviteterna utspelar sig. Kulturgeografiska studier tar ofta hänsyn till kontextuella förhållanden, såsom bakomliggande strukturer, institutioner, kultur och historia.

## Geografi och kulturgeografi
Kulturgeografi har sin bakgrund i geografin och har framförallt från 1800-talet kommit att utvecklas till det ämne det idag är med uppdelningen av geografi i naturgeografi och kulturgeografi.
Alexander von Humboldt och Carl Ritter tillhör föregångarna inom geografin och kulturgeografin. De var de första att uppmärksamma samspelet mellan människa och natur genom sina upptäcktsfärder och verk. Friedrich Ratzel utvecklade regionalgeografin genom sina studier av regioner i Tyskland. Ratzel kom att få en stor betydelse genom sitt verk Anthropogeographie för kulturgeografins utveckling.
Vidal de la Blache skapade possibilismen.
Walter Christaller var en föregångare inom kulturgeografin när han skapade sin centralortsteori i sitt verk Die zentralen Orte in Süddeutschland 1933. Christaller var en av de första att börja skapa modeller med förebilder i fysiken och nationalekonomin. Kulturgeografin kom därmed att inleda sin väg mot att bli en kvantitativ vetenskap vilket nådde sin kulmen under 1950- och 1960-talet. Vid samma tid kom den slutliga splittringen på universitetsnivå mellan natur- och kulturgeografi. 

### Den kvantitativa revolutionen
Under 1950-talet kom geografin att utstå kritik för sitt, enligt dåtidens vetenskapsdiskurs, ovetenskapliga tillvägagångssätt. Samtidigt rådde under efterkrigstiden en framtidsoptimism. Städer och samhällen skulle nu utvecklas, och i denna kontext fyllde geografiämnet inte längre någon funktion. Reaktionen inom ämnet, och den förvandling som kulturgeografin nu skulle genomgå, brukar kallas för den kvantitativa revolutionen. Geografin skulle nu hjälpa till att bygga upp framtidens samhällen. Positivismens krav på kunskap stod under denna tid högt i kurs och geografer sneglade mot disciplinerna matematik och fysik för att nu i likhet med dessa försöka ta fram vetenskapliga lagar för att förklara människors rörlighet, städers funktion, lokaliseringsmönster med mera. Några exempel på detta är: centralortsteorin, avståndsfriktion, och teorier om städers "gravitation" (dragningskraft).
I Sverige blev Torsten Hägerstrand en av de ledande för den kvantitativa revolutionen och fick även ett internationellt erkännande.
Under 1970-talet kom den kvantitativa revolutionen att få kritik för sitt alltför teoretiska sätt att se på omvärlden. Kritiker ansåg att man missat hur människor faktiskt upplevde sin omvärld genom att alltför mycket använda sig av siffror och tabeller för att skapa teoretiska modeller. Inriktningar som kom att få stor genomslagskraft var nu marxistisk geografi och humanistisk geografi. Vid samma tid kom även den feministiska geografin eller genusgeografin att få ett genombrott genom sin kritik mot kulturgeografin som könlös, också det en kritik av den kvantitativa revolutionen.

### Kulturgeografisk ansats
Kulturgeografi kännetecknas av en strävan att i tid och rum hålla samman och se relationer mellan det som andra ämnen studerar var för sig: ekonomiska, politiska, sociala, kulturella och miljömässiga förhållanden.

## Indelningar
Kulturgeografin delas bland annat upp i:

- politisk geografi
- ekonomisk geografi
- kulturens geografi
- historisk geografi/kulturlandskap
- bebyggelsegeografi
- befolkningsgeografi
- stadsgeografi
- transportgeografi
- landskapsgeografi
- tidsgeografi
- utvecklingsgeografi
- social geografi
- militärgeografi
- medicinsk geografi
- geografiska informationssystem (GIS)
- befolkning och migration
- geografins historia
- genusgeografi
- kartografi
- miljö- och resursgeografi
- samhällsplanering
- urban geografi (stadsgeografi)
- utvecklingsgeografi
- geografisk filosofi

## Utbildningsorter i Sverige
Grundutbildning 
| Universitet/högskola   | Ämne                                               |
| ---------------------- | -------------------------------------------------- |
| Göteborgs universitet  | kulturgeografi/samhällsgeografi/ekonomisk geografi |
| Umeå universitet       | kulturgeografi/geografi                            |
| Högskolan Dalarna      | kulturgeografi/geografi                            |
| Högskolan på Gotland   | samhällsgeografi                                   |
| Högskolan i Kalmar     | kulturgeografi/geografi                            |
| Högskolan Kristianstad | geografi                                           |
| Karlstads universitet  | kulturgeografi                                     |
| Lunds universitet      | samhällsgeografi                                   |
| Mittuniversitetet      | kulturgeografi                                     |
| Stockholms universitet | kulturgeografi/geografi                            |
| Södertörns högskola    | geografi                                           |
| Umeå universitet       | kulturgeografi/geografi                            |
| Uppsala universitet    | samhällsgeografi/kulturgeografi/geografi           |
| Linnéuniversitetet     | samhällsgeografi/geografi                          |
| Örebro universitet     | kulturgeografi                                     |

Forskarutbildning
| Universitet            | Ämne                              |
| ---------------------- | --------------------------------- |
| Göteborgs universitet  | kulturgeografi/ekonomisk geografi |
| Karlstads universitet  | kulturgeografi                    |
| Lunds universitet      | samhällsgeografi                  |
| Mittuniversitetet      | kulturgeografi                    |
| Stockholms universitet | kulturgeografi                    |
| Umeå universitet       | kulturgeografi                    |
| Uppsala universitet    | kulturgeografi                    |
| Linnéuniversitetet     | kulturgeografi                    |
| Örebro universitet     | kulturgeografi                    |

### Utvärdering av ämnets kvalitet vid svenska lärosäten
Högskoleverket presenterade i april 2012 resultatet av en utvärdering av 48 utbildningsprogram inom ämnesgruppen geovetenskap och kulturgeografi vid svenska högskolor och universitet. Utvärderingen baserades på kvalitetsbedömning av självständiga arbeten (examensarbeten och uppsatser) samt bedömning av i hur hög grad utbildningarnas kursinnehåll uppfyller högskoleverkets krav på lärandemål. Sexton av utbildningarna bedömdes ha mycket hög kvalitet, 25 hög kvalitet och 7 bristande kvalitet, som måste åtgärdas för att lärosätet ska få behålla examinationsrätten.
Även 2006 genomfördes en utvärdering av ämnesgruppen.